# Latimer, Iowa
Latimer är en ort i Franklin County i Iowa. Vid 2010 års folkräkning hade Latimer 507 invånare.